# アイ・ウォナ・ビー・ユア・ボーイフレンド
アイ・ウォナ・ビー・ユア・ボーイフレンド（I Wanna Be Your Boyfriend）は、アメリカ合衆国のパンク・ロック・バンド、ラモーンズの楽曲。バンドのデビューアルバム「ラモーンズの激情」に収録されており、後に「ブリッツクリーグ・バップ」に続く2ndシングルとしてリリースされた。 

## 背景
「ラモーンズの激情」の4曲目に収録されているこの曲は、 1975年頃にはすでにほぼ曲が出来上がっており、リリース前に2つのデモが作成されていた。 
また、この「アイ・ウォナ・ビー・ユア・ボーイフレンド」は、数々のアーティストによってカバーされている。 
・2001年、故ジョーイ・ラモーンのトリビュート・アルバム「The Song Ramones the Same」にてペール・ゲッスルがカバーしている。 
・スクリーチング・ウィーゼルが、自身らのアルバム「ラモーンズ」でこの曲をカバーしている。 
・コンピレーションアルバム「We're a Happy Family: A Tribute to Ramones」にて、ピート・ヨーンがこの曲のカバーを担当している。
・アメリカ合衆国のバンド、トーキング・ヘッズは、初期のショーにて度々この曲のカバーを歌っている。 
・南米のバンドCapsulaが、1999年のアルバム「Yudoka」でこの曲をカバーしている。 